# Phil Dent
Phil Dent (ur. 14 lutego 1950 w Sydney) – australijski tenisista, zwycięzca Australian Open 1975 w grze podwójnej oraz US Open 1976 w grze mieszanej, zdobywca Pucharu Davisa.

## Kariera tenisowa
W przeciągu swojej kariery Phil Dent osiągnął 1 finał wielkoszlemowy w grze pojedynczej, podczas Australian Open 1974.
Startując w grze podwójnej wygrał 1 tytuł Wielkiego Szlema, w Australian Open 1975 w parze z Johnem Alexandrem. Ponadto grał w 6 przegranych finałach.
W grze mieszanej Dent jest zwycięzcą wspólnie z Billie Jean King US Open 1976.
W latach 1969, 1975, 1977–1982 reprezentował Australię w Pucharze Davisa. W 1977 zdobył z zespołem trofeum po finale z Włochami. Swój mecz deblowy Dent z Johnem Alexandrem przegrali z Adrianem Panattą i Paolem Bertoluccim, jednak mecze singlowe pozostali członkowie reprezentacji Australii wygrali kończąc rywalizację wynikiem 3:1.

### Finały w turniejach wielkoszlemowych

#### Gra pojedyncza (0–1)
| Końcowy wynik | Nr | Data | Turniej                    | Nawierzchnia | Przeciwnik    | Wynik finału       |
| ------------- | -- | ---- | -------------------------- | ------------ | ------------- | ------------------ |
| Finalista     | 1. | 1974 | Australian Open, Melbourne | Trawiasta    | Jimmy Connors | 6:7, 4:6, 6:4, 3:6 |

#### Gra podwójna (1–6)
| Końcowy wynik | Nr | Data | Turniej                    | Nawierzchnia | Partner        | Przeciwnicy                    | Wynik finału            |
| ------------- | -- | ---- | -------------------------- | ------------ | -------------- | ------------------------------ | ----------------------- |
| Finalista     | 1. | 1970 | Australian Open, Melbourne | Trawiasta    | John Alexander | Bob Lutz Stan Smith            | 3:6, 6:8, 3:6           |
| Finalista     | 2. | 1973 | Australian Open, Melbourne | Trawiasta    | John Alexander | Malcolm Anderson John Newcombe | 3:6, 4:6, 6:7           |
| Zwycięzca     | 1. | 1975 | Australian Open, Melbourne | Trawiasta    | John Alexander | Bob Carmichael Allan Stone     | 6:3, 7:6                |
| Finalista     | 3. | 1975 | French Open, Paryż         | Ceglana      | John Alexander | Brian Gottfried Raúl Ramírez   | 4:6, 6:2, 2:6, 4:6      |
| Finalista     | 4. | 1977 | Wimbledon, Londyn          | Trawiasta    | John Alexander | Ross Case Geoff Masters        | 3:6, 4:6, 6:3, 9:8, 4:6 |
| Finalista     | 5. | 1977 | Australian Open, Melbourne | Trawiasta    | John Alexander | Ray Ruffels Allan Stone        | 6:7, 6:7                |
| Finalista     | 6. | 1979 | French Open, Paryż         | Ceglana      | Ross Case      | Gene Mayer Sandy Mayer         | 4:6, 4:6, 4:6           |

#### Gra mieszana (1–0)
| Końcowy wynik | Nr | Data | Turniej               | Nawierzchnia | Partnerka        | Przeciwnicy               | Wynik finału  |
| ------------- | -- | ---- | --------------------- | ------------ | ---------------- | ------------------------- | ------------- |
| Zwycięzca     | 1. | 1976 | US Open, Forest Hills | Ceglana      | Billie Jean King | Betty Stöve Frew McMillan | 3:6, 6:2, 7:5 |